# Liste der Monuments historiques in Rances (Aube)
Die Liste der Monuments historiques in Rances führt die Monuments historiques in der französischen Gemeinde Rances auf.

## Liste der Objekte
| Bezeichnung              | Beschreibung                               | Standort                                   | Kennzeichnung | Schutzstatus | Datum | Bild |
| ------------------------ | ------------------------------------------ | ------------------------------------------ | ------------- | ------------ | ----- | ---- |
| Kirchenfenster           | aus dem 16. Jahrhundert                    | in der Kirche Nativité-de-la-Vierge (Lage) | PM10001704    | Classé       | 1894  |      |
| Triumphbogen             | Schmiedeeisen, vergoldet, 18. Jahrhundert  | in der Kirche Nativité-de-la-Vierge (Lage) | PM10003601    | Inscrit      | 1979  |      |
| Skulptur Heilige Barbara | Kalkstein, farbig gefasst, 16. Jahrhundert | in der Kirche Nativité-de-la-Vierge (Lage) | PM10003600    | Inscrit      | 1979  |      |
| Weihwasserbecken         | Gusseisen, 17. Jahrhundert                 | in der Kirche Nativité-de-la-Vierge (Lage) | PM10003603    | Inscrit      | 1985  |      |
| Zwei Prozessionsstäbe    | Holz, vergoldet, 19. Jahrhundert           | in der Kirche Nativité-de-la-Vierge (Lage) | PM10003602    | Inscrit      | 1979  |      |